# Formica montaniformis
Formica montaniformis is een mierensoort uit de onderfamilie van de schubmieren (Formicinae). De wetenschappelijke naam van de soort is voor het eerst geldig gepubliceerd in 1929 door Kuznetsov-Ugamsky.